# Coupéville
Coupéville is een gemeente in het Franse departement Marne (regio Grand Est) en telt 146 inwoners (2005). De plaats maakt deel uit van het arrondissement Châlons-en-Champagne.

## Geografie
De oppervlakte van Coupéville bedraagt 28,0 km², de bevolkingsdichtheid is 5,2 inwoners per km².
De onderstaande kaart toont de ligging van Coupéville met de belangrijkste infrastructuur en aangrenzende gemeenten.

## Demografie
Onderstaande figuur toont het verloop van het inwonertal (bron: INSEE-tellingen).